# Damsluis (Opsterlandse Compagnonsvaart)
Damsluis is een sluis in de Opsterlandse Compagnonsvaart tussen Appelscha en Smilde. De stenen sluis dateert van 1894. Het verval is 1,40 meter. De sluis wordt nog volledig met de hand bediend. De sluis is een bajonetsluis. Bij dit type liggen de sluisdeuren niet recht maar schuin tegenover elkaar. Het eerst invarende schip wordt als eerste doorgeschut.
De sluis is genoemd naar de dam, die vroeger de Drentse en de Friese wateren scheidde. De sluis is ook de scheiding tussen de Opsterlandse Compagnonsvaart en de Witte Wijk. De sluis is voorzien van een brug die met de hand bediend wordt. De sluis is de waterscheiding tussen de Friese boezem en het Drentse water. Bij lage waterstanden in de Opsterlandse Compagnonsvaart laat de sluiswachter van Damsluis extra water in om het het water op peil te brengen. Bij de sluis staat een lattenkast, waarin de stokken worden opgeborgen, die nodig zijn om de sluis open te trekken en dicht te duwen.
Naast de sluis staat een sluiswachterswoning. Tegenover de sluis ligt een naar de sluis genoemde hoeve uit 1938.
Ter gelegenheid van het 100-jarig bestaan van de sluis in 1994, is er een herdenkingsmonument neergezet, in de vorm van een zwerfsteen. Hierop is een koperen plaat met een gedicht geplaatst.
De oudheid zocht in scheiding kracht
Deez' tijd eischt vrij verkeer
Dies werd de sluis tot stand gebracht
Die Friesland strekt tot eer
Waar eeuwen na de Drentsche scheid
En doorvaart werd gemist
Was Frieslands wil en haar beleid
Die 't lot des dams beslist
De Staat en Drenthe werkten mee
Door ruiming van den wijk
Zoo is de oude scheidingsree
Verdwenen uit het rijk
Damsluis · 
Bovenstverlaat · 
Stokersverlaat · 
Fochteloërverlaat · 
Nanningaverlaat · 
Wijnjeterpverlaat · 
Hemrikerverlaat ·
Vosseburenverlaat · 
Gorredijk